# 단 한번의 노래
《단 한 번의 노래》는 1997년 3월 3일부터 같은 해 8월 2일까지 방영되었던 SBS 아침연속극이다.

## 출연
- 전혜진(남순옥)
- 김병세(하성우)
- 옥소리(남혜주)
- 황인성(박한섭)
- 김일우(서도경)
- 장혜숙(서윤경)
- 나현희(남미주)
- 정욱(남경덕)
- 정영숙(김현자)
- 서갑숙(박정선)
- 이진아(남영주)
- 정나온, 전인택, 차주옥, 김길호

## 참고 사항
- 미혼모인 주인공 옥소리 (남혜주 역)와 이복언니의 이야기를 다루는 등 비정상적인 상황이 줄거리를 이루고 있다는 지적이 있었다.[1]
- 장혜숙(서윤경 역)은 해당 작품 이후 결혼을 하면서 한동안 한국을 떠나있었다.[2]